# Равігот
Равіго́т (фр. sauce ravigote) — французький соус, екстракт або пюре зі свіжих трав. Звичайний склад равіготу — це кервель, естрагон (тархун), петрушка, крес-салат, пімпінелла. Також до равіготу додають пасеровану цибулю-шалот або ріпчасту цибулю, часник, каперси, діжонську гірчицю. Використовується кухарями через ефірні олії, які збуджують апетит та освіжають. Щоб приготувати равігот, інгредієнти треба недовго бланшувати і потім протерти через сито, або ж потовкти у пореляновій ступці.
Як правило, для одержання холодного соусу, равігот з'єднують з вінегретною заправкою. Для соусу теплого — з овочевим або м'ясним бульйоном. Існують і варіації з анчоусами, жовтком.
Композиції равіготу смакують з яйцями, запеченими та відвареними стравами з птиці, риби та мізків, а також із сирами. Також пюре зі свіжих ароматних трав змішують з вершковим маслом, яке використовують в якості намазки.